# Henicolaboides spinipes
Henicolaboides spinipes is een keversoort uit de familie bladrolkevers (Attelabidae). De wetenschappelijke naam van de soort werd in 1906 gepubliceerd door Schilsky.